# Симеон Николов (футболист)
Вижте пояснителната страница за други личности с името Симеон Николов.
Симеон Николов – Картофа е бивш български футболист, нападател. Юноша на Рилски спортист (Самоков). Играл е за Черно море (Варна) (1963-1964), Левски (София) (1964-1967), Спартак (София) (1967-1969).
За Черно море има 23 мача с 6 гола в А група, а за Левски 67 мача с 18 гола. За „сините“ има 16 мача с 9 гола за купата на страната и 2 мача с 2 гола в евротурнирите. С Левски е шампион на България през 1965 г. и носител на Купата на Съветската армия през 1967 г.